# Salsola inermis
Salsola inermis är en amarantväxtart som beskrevs av Peter Forsskål. Salsola inermis ingår i släktet sodaörter, och familjen amarantväxter. Inga underarter finns listade i Catalogue of Life.